# Cyaniris maroccana
Cyaniris maroccana är en fjärilsart som beskrevs av Lucas 1920. Cyaniris maroccana ingår i släktet Cyaniris och familjen juvelvingar. Inga underarter finns listade i Catalogue of Life.